# Якоб V фон Валдбург-Волфег-Цайл
Якоб V фон Валдбург-Волфег-Цайл „Дебелия“ (на немски: Jakob V 'der Dicke' Erbtruchsess von Waldburg-Zeil und Wolfegg; * 6 декември 1546; † 20 май 1589) е наследствен „трушсес“, граф на Валдбург-Волфег-Цайл. Той е зет на граф Фробен Кристоф фон Цимерн, авторът на „Хрониката на графовете фон Цимерн“, написана от 1540/1558 до 1566 г.

## Биография
Той е син на Георг IV фон Валдбург-Волфег-Цайл (1523 – 1556/1557), наследствен „трушсес“ на Валдбург-Волфег-Цайл-Валдзее, и съпругата му графиня Йохана фон Раполтщайн (1525 – 1569), дъщеря на граф Улрих VI фон Раполтщайн († 1531) и Анна Александрина фон Фюрстенберг (1504 – 1581).
Якоб V се жени на 25 февруари 1566 г. за графиня Йохана фон Цимерн-Мескирх (* 7 май 1548; † 30 август 1613), дъщеря на автора на „Хрониката на графовете фон Цимерн“ граф Фробен Кристоф фон Цимерн (1519 – 1566) и графиня Кунигунда фон Еберщайн (1528 – 1575). Брат му Йохан фон Валдбург-Волфег-Цайл-Валдзее (1548 – 1577) се жени на 15 юни 1570 г. за Кунигунда фон Цимерн (1552 – 1602), сестра на съпругата му Йохана фон Цимерн.
Якоб V умира на 20 май 1589 г. на 42 години. Синът му Хайнрих става имперски граф на Волфег (на 28 февруари 1628 в Прага), а синът му Фробен става фрайхер на Валдбург, граф на Цайл и „имперски трушсес“.

## Деца
Якоб V фон Валдбург-Волфег-Цайл и Йохана фон Цимерн-Мескирх имат десет деца:
- Хайнрих фон Валдбург-Волфег (* 8 март 1568; † 16 август 1637), наследствен „трушсес“ на Валдбург, 1628 г. граф на Волфег, императорски съветник, женен на 14/24 април 1595 г. в Зигмаринген за графиня Мария Якоба фон Хоенцолерн-Зигмаринген (* 3 януари 1577; † 20 март 1630)
- Фробен фон Валдбург-Цайл (* 19 август 1569; † 4 май 1614), „имперски трушсес“, фрайхер на Валдбург, граф на Цайл, женен I. 1592 г. за фрайин Катарина Йохана фон Тьоринг († 1593), II. февруари 1596 г. за фрайин Анна Мария фон Тьоринг-Жетенбах (* 1578; † 25 ноември 1636)
- Кунигунда фон Валдбург-Волфег-Цайл (* ок. 1570; † 24 ноември 1604), омъжена на 23 април 1589 г. за фрайхер Георг фон Кьонигсег-Аулендорф, господар на Ротенфелс, Щауфен и Ебенвайлер († 29 август 1622)
- Гебхард фон Валдбург-Волфег-Цайл (* 13 май 1578; † 18 февруари 1601), домхер в Айхщет
- Йохан фон Валдбург-Волфег-Цайл († януари 1592/1614), домхер в Страсбург (1588), Кьолн (1589)
- Георг фон Валдбург-Волфег-Цайл († 3 декември 1594, Унгария)
- Йохана фон Валдбург-Волфег-Цайл († 8 май 1641), омъжена на 16 май 1593 г. за фрайхер Волф Файт I фон Макслрайн († 10 декември 1616)
- Сабина фон Валдбург-Волфег-Цайл († 10 октомври 1619), омъжена на 21 май 1599 г. за фрайхер Йоахим Кристоф фон Мьоршперг-Бефорт († сл. 1618)
- Мария Якоба фон Валдбург-Волфег-Цайл († сл. 1620), омъжена на 23 април 1606 г. за граф Йохан Файт II фон Тьоринг-Жетенбах (* пр. 1582; † 3 април 1630, Мюнхен)
- Мария Франциска фон Валдбург-Волфег-Цайл († 4 ноември 1639), монахиня в „Св. Урсула“ в Кьолн